# Záškoláctví
Záškoláctví je jev, kdy se děti a mladiství úmyslně, bez omluvitelného důvodu a bez vědomí, popř. souhlasu rodičů se nezúčastňují vyučování a zdržují se mimo domov. Nejedná se pouze o problém jedince, který se tohoto chování dopouští, ovlivňuje celou společnost kolem sebe. Někteří autoři záškoláctví definují jako přestupek žáka, který vědomě zanedbává školní docházku.
Záškoláctví je označováno za poruchu chování, která může být spjata s negativním přístupem ke škole.
Za záškoláctví je podle Ministerstva školství, mládeže a tělovýchovy považována neomluvená absence žáka základní či střední školy ve škole. Jedná se o přestupek, kterým žák úmyslně zanedbává školní docházku. Je chápáno jako porušení školního řádu (pravidel stanovených školou), současně jde o porušení školského zákona, který vymezuje povinnou školní docházku.

## Typologie záškoláctví podle Kyriacou
Záškoláctví je možno členit následujícím způsobem:
- Pravé záškoláctví – Vzniká, když žák nechodí do školy a jeho rodiče o tom nevědí.
- Záškoláctví s vědomím rodičů – Je stav, kdy žák do školy nechodí a jeho rodiče o tom vědí. Sami ho do školy nepošlou a posléze napíší omluvenku. Jedná se především o klasické případy, kdy rodiče potřebují s něčím pomoci, nebo když se žák stará o jiného člena rodiny.
- Záškoláctví s klamáním rodičů – Žák, si vymyslí, že mu není dobře, a rodiče mu napíší omluvenku. Tento typ záškoláctví je těžko odlišitelný od záškoláctví s vědomím rodičů. Někteří rodiče jsou tak úzkostliví a věří svým dětem natolik, že je nechají doma i při jakýchkoliv menších bolestech.
- Útěky ze školy – Žák do školy přijde, nechá si zapsat svoji docházku a posléze odejde. Zůstává buď v prostorách školy nebo odejde úplně mimo školu.
- Odmítání školy – Některým žákům představa, že musí do školy, může přinést i velké psychické potíže. Žák má strach, že nebude učivo zvládat, má strach ze šikany. Zkrátka se bojí do školy jít. I v tomto případě je z pohledu rodičů těžko rozeznatelné, zda žák jen nechce do školy jít. V případě, kdy má žák psychický problém je dobré navštívit odbornou pomoc.

## Příčiny záškoláctví podle Kyriacou
Příčin záškoláctví existuje mnoho a ty jsou propojeny s typologiemi záškoláctví.
- Strach ze školy – Může jít o případ, kdy se žáci bojí šikany nebo že opětovně neuspějí v nějakém předmětu. Pak jsou tu ti žáci, kteří mají výborné výsledky a vše zvládají, ale i přesto mají strach školu navštěvovat. Žák tak může přijít k tzv. školní fobii, která může vzniknout ze strachu k nějaké osobě ve škole. Žáky s touto fobií mohou doprovázet bolesti břicha, bolesti hlavy, závratě. Zase zde nelze rozpoznat reálný strach ze školy či nechtění do školy jít.
- Špatně zvolené studium – Situace, kdy žáka studium nebaví, učivo pro něj není nijak zajímavé, vybrané studium ho neuspokojuje, může vést k nezájmu ke škole. Je to především tím, že střední studium vybírají rodiče bez ohledu na zájmy žáka.
- Lenost – Žákovi se zkrátka do školy nechce, nebaví ho to tam. Doma například předstírá nevolnost, jedná se o typologii Záškoláctví s klamáním rodičů, tak rodiče napíší omluvenku.[7]
- Kamarádi – V dospívání mají na vývoj žáka největší vliv jeho kamarádi. Škola a školní prostředí se pak stává neatraktivní než prostředí například prostředí nějaké kavárny.
- Rodinné problémy – Negativní vztahy v rodině mají velký dopad na chování dítěte, žáka. Žák je vystaven velkému tlaku a stresu a chce se před ním nějak schovat, a tak zanedbává i školní docházku, kde je na ně vyvíjen další tlaku.[8]

## Řešení záškoláctví
Prvním, kdo zaznamená záškoláctví je obvykle učitel, většinou třídní učitel, který má největší přehled o docházce jeho žáků. Nejdůležitější je zjistit příčinu záškoláctví a následně ji co nejdříve odstranit. Důležité je, získat rodiče žáka, aby spolupracovali. Pokud nevyřeší problém učitel s rodiči, existují ve škole ještě tzv. výchovní poradci. Výchovný poradce, jako nestranný účastník, může nejvíce pomoci.

## Prevence záškoláctví
Pro předejití záškoláctví je potřeba pravidelně pozorně dokumentovat absenci žáka, informovat rodiče popřípadě zákonného zástupce, snažit se odhalit příčiny záškoláctví, zavést opatření, provést výchovný rozhovor s žákem a dále také s výchovným poradce nebo různými pedagogicko-psychologickými institucemi.